# Мирон (патриарх Румынский)
Патриа́рх Миро́н (рум. Patriarhul Miron, в миру Элие Кристя, рум. Elie Cristea; 20 июля 1868, Топлица, Австро-Венгрия — 6 марта 1939, Канны, Франция) — румынский государственный и религиозный деятель, патриарх Всея Румынии (1925—1939) премьер-министр Румынии (1938—1939).

## Биография
Родился 20 июля 1868 года в Топлице в семье крестьян Георге и Домницы Кристя. В 1879—1883 годы учился в Саксонской евангелической гимназии в Бистрице, затем в 1883—1887 годы в греко-католическом лицее Нэсэуде. Наконец, в 1887—1890 годы он обучался в Православной семинарии в Сибиу. После чего он стал учителем и директором в румынской православной школе Орашти (1890—1891).
В 1891—1895 годы изучал философию и современную филологию Будапештского университета и получил в 1895 году докторскую степень, защитив диссертацию посвящённую жизни и трудам Михая Эминеску. Диссертация была написана на венгерском языке.
Вернувшись в Трансильванию, в 1895—1902 годы служил секретарём Сибиуской архиепископии.
30 января 1900 года был рукоположён в сан диакона в состоянии целибата. 8 сентября 1901 года был возведён в сан архидиакона. 23 июня 1902 года в Монастыре Ходош-Бодрога был пострижен в монашество с именем Мирон, а 13 апреля 1903 года был рукоположён в сан иеромонаха. 1 июня 1908 года он был возведён в сан протосинкелла.
В 1908 году, после смерти епископа Николая (Попи) дважды подряд избранные епископы по рекомендации венгерского правительства не были утверждены австрийским императором Францем Иосифом I. Лишь Мирону (Кристе), третьему кандидату на эту должность, избранному 21 ноября/3 декабря 1909 года, удалось получить признание венгерских властей. 3 мая 1910 года рукоположён во епископа Карансебешского, а 25 апреля/8 мая того же года состоялась его интронизация.
В этом качестве он защищал румынские конфессиональные школы в Банате от попыток венгерского правительства в Будапеште отменить их особый статус, протестовал против массового закрытия румынских школ.
Вместе с тем, после того, как Румыния вступила в Первую мировую войну на стороне Антанты против Австро-Венгрии, епископ Мирон подписал 1 сентября 1916 года публичное воззвание к прихожанам, напечатанное в Ораде. Письмо призывало всех верующих вооружиться против Румынии, «нового врага, который греховно жаждет разрушить границы, идя завоевывать Трансильванию». Вместе с остальными православными румынскими епископами Трансильванской митрополии подписал окружное письмо № 2 (1) 2602 от 8 сентября 1916 года, по которому они назвали войска Старого королевства, которые вошли в Трансильванию, «волками, одетыми в овечьи шкуры и воодушевлённые обещниями Иуды» (lupi îmbrăcați în piei de oi și amețiți de făgăduielile lui Iuda), соответственно «румынскими братоубийцами» («români ucigători de frați»). По некоторым данным, во время сербской оккупации Лугожа и Карансебеша в 1918 году епископ Мирон (Кристя) поминал на службе сербского короля Петра I Карагоргевича, а не румынского короля Фердинанда I.
Ближе к концу Первой мировой войны, 18 октября 1918 года, был образован Центральный национальный румынский совет (возглавленный представителями РНПТ и Социал-демократической партии) — организация, которая боролась за объединении Трансильвании и Румынии. В ноябре Румынский Центральный Национальный совет начал переговоры с венгерским правительством о мирном отделении Трансильвании от Венгрии, но они провалились. 21 ноября архиепископ Карансебешский Мирон (Кристя), присоединился к этой организации и признал её единственным легитимным правящим органом румынской нации в Трансильвании. 1 декабря того же года принял участие в национальной ассамблее в городе Алба-Юлия, которая проголосовала за объединение Трансильвании с королевством Румынии и в тот же день вместе с Василе Голдишем, Юлиу Хоссу и Александру Вайда-Воеводом вошёл в состав румынской делегации, представившую в Бухаресте решение об объединении.
28 мая 1919 года Король и правительство Румынии отправились на могилу Михаила Храброго в Кымп-Турзие, а Мирон (Кристя) возглавил заупокойную службу и произнес националистическую речь, в которой он провёл параллель между королем Фердинандом I и Михаилом Храбрым, а также рекомендовал королю не останавливаться в Турде, а продолжать путь до реки Тиса.
1 декабря 1919 года предстоятель Румынской православной церкви, митрополит Конон (Арэмеску-Донич) был вынужден уйти в отставку из-за сотрудничества с немецкими оккупационными войсками, а 31 декабря 1919 года епископ Мирон Большой коллегией выборщиков был избран первым митрополитом-примасом Великой Румынии, получив 435 голосов из 447.
Выступил за создание новых епархий в Бессарабии и воссоздал старые епископальные центры в городах Констанца, Орадя и Клуж.
4 февраля 1925 года на Соборе Румынская Православная Церковь была провозглашена Патриархатом. Законность акта от 4 февраля была подтверждена томосом Константинопольского Патриарха от 30 июня 1925 года, дарующим Румынской Церкви статус Патриархата. Его учреждение было также одобрено румынским парламентом. Осенью того же года митрополит Мирон (Кристя) принял титул Патриарха всея Румынии, наместника Кесарии Каппадокийской, митрополита Унгро-Влахийского и архиепископа Бухарестского. 1 ноября 1925 года состоялась интронизация первого Румынского Патриарха, в которой приняли участие несколько Первосвятителей Поместных Православных Церквей.
11 февраля 1938 года Мирон был назначен премьер-министром Румынии. Назначение на этот пост патриарха было произведено ввиду сложной политической обстановки в стране. Его правительство встало на путь национализма, он выступал за создание «Великой Румынии» и проводил политику дискриминации нерумынского населения, более 200 тысяч евреев были лишены гражданства.
В январе 1939 года состояние Мирона ухудшилось, он перенёс два сердечных приступа. Врачи рекомендовали ему провести несколько месяцев в более тёплом месте. 24 февраля Мирон прибыл в Канны, где заболел воспалением лёгких, и остался лечиться там. Спустя две недели, 6 марта, он умер от бронхопневмонии.
7 марта был объявлен в Румынии днём национального траура. Его тело было отправлено поездом в Бухарест. 14 марта Патриарх был похоронен в кафедральном соборе Бухареста.